# جوستوس لودفيغ أدولف روث
جوستوس لودفيغ أدولف روث (بالألمانية: Justus Roth)‏ هو جيولوجي وأستاذ جامعي ألماني، ولد في 1818 في هامبورغ في ألمانيا، وتوفي في 1892.